# Медицинский научно-исследовательский институт инфекционных заболеваний армии США
Медицинский научно-исследовательский институт инфекционных заболеваний армии США (USAMRIID; произносится: you-SAM-rid) является основным учреждением и центром армии США для оборонительных исследований в области контрмер против биологической войны. Он расположен в Форт-Детрик, штат Мэриленд, США и является подчинённой лабораторией Командования медицинских исследований и разработок армии США (USAMRDC) со штаб-квартирой на том же объекте.
USAMRIID — единственная лаборатория Министерства обороны США, оборудованная для изучения особо опасных вирусов на уровне биобезопасности BSL-4 в костюмах для персонала с положительным давлением.
В USAMRIID работают как военные, так и гражданские учёные, а также узкоспециализированный вспомогательный персонал, всего около 800 человек. В 1950-х и 1960-х годах USAMRIID и его предшественница первыми создали уникальные современные биозащитные сооружения, которые они продолжают обслуживать и модернизировать. Исследователи на его объектах часто сотрудничают с Центрами по контролю и профилактике заболеваний, Всемирной организацией здравоохранения и крупными биомедицинскими и академическими центрами по всему миру.
USAMRIID был первым биообъектом такого типа, который исследовал штамм Эймс (по названию города Эймс) сибиреязвенной палочки, который с помощью генетического анализа был определён как бактерия, использовавшаяся при сибиреязвенных атаках письмами в 2001 году.

## Миссия
Заявление о миссии USAMRIID от 1983 года:
```
Разрабатывает стратегии, продукты, информацию, процедуры и проводит обучение для медицинской защиты от боевых биологических агентов и природных инфекционных агентов военного значения, которые требуют особых мер безопасности.
```

Текущее заявление о миссии USAMRIID:
```
Чтобы защитить военнослужащих от биологических угроз и быть готовым к расследованию вспышек заболеваний или угроз общественному здоровью.
```

Согласно директиве Министерства обороны США (DoD), а также дополнительным указаниям армии США, USAMRIID проводит исследование «медицинской защиты от биологических агентов» в поддержку потребностей трёх военных служб. Эта миссия и вся работа, проводимая в USAMRIID, должны соответствовать указам президента Ричарда Никсона от 1969 и 1970 годов об отказе от использования биологического и токсинного оружия, а также Конвенции ООН по биологическому оружию 1972 года.

## История

### Начало
USAMRIID ведёт свою историю с начала 1950-х годов, когда подполковник. Абрам С. Бененсон был назначен офицером медицинской связи в Лабораториях биологической войны (BWL) армии США в Кэмпе (позже Форт) Детрик для наблюдения за проблемами биомедицинской защиты. Вскоре после этого было подписано совместное соглашение, и исследования по медицинской защите от биологического оружия проводились совместно Химическим корпусом армии США и Медицинским управлением армии. В эти первые дни зародилась программа добровольцев-медиков, известная как проект «Белый плащ» (1954—1973). Предшественник USAMRIID — армейская медицинская часть (AMU) — начала свою деятельность в 1956 году под командованием полковника К. Уильяма Д. Тигертта. Одной из первых обязанностей AMU было наблюдение за всеми аспектами проекта CD-22, воздействие на добровольцев аэрозолями, содержащими высокопатогенный штамм Coxiella burnetii, возбудителя Ку-лихорадки.
В 1961 году полковник Дэн Крозье принял на себя командование AMU. Современные принципы биобезопасности и биозащиты были впервые применены в Форт-Детрике в 1960-х годах рядом учёных во главе с Арнольдом Г. Ведумом. Крозье руководил планированием и строительством нынешнего лабораторного и офисного здания USAMRIID (здание 1425) и его передовых биозащитных комплексов, которые официально известны как «здание Крозье». Персонал переезжал в течение 1971 и 1972 годов. В 1969 году BWL был официально упразднён, а название института было изменено с AMU на «Медицинский научно-исследовательский институт инфекционных заболеваний армии США». Миссия института практически не изменилась, и он получил дополнительное финансирование и кадровые полномочия для найма биомедицинских и лабораторных учёных, потерявших работу в результате прекращения наступательных исследований биологического оружия в США.

### 1970-е годы
К концу 1970-х годов, в дополнение к работе с Coxiella burnetii и другими риккетсиями, приоритеты исследований расширились, включив разработку вакцин и терапевтических средств против аргентинской, корейской и боливийской геморрагических лихорадок, лихорадки Ласса и других экзотических заболеваний, которые могли представлять потенциальную угрозу биологического оружия. В 1978 году Институт оказал гуманитарную помощь в Египте, когда там впервые произошла серьёзная вспышка лихорадки Рифт-Валли (ЛРВ). Эпидемия вызвала тысячи случаев заболевания людей и гибель большого количества скота. Диагностические средства вместе с большей частью запасов вакцины против ЛДР, имеющихся в Институте, были отправлены для борьбы со вспышкой. В это время институт приобрёл как стационарные, так и переносные пластиковые изоляторы для людей с защитной оболочкой BSL-4 для больничного ухода и безопасной транспортировки пациентов, страдающих от высококонтагиозных и потенциально смертельных экзотических инфекций. В 1978 году была создана группа аэромедицинской изоляции (AIT) — военная группа быстрого реагирования, состоящая из врачей, медсестёр и медиков, с возможностью переброски по воздуху по всему миру, предназначенная для безопасной эвакуации и лечения заразных пациентов в условиях BSL-4. В это время было подписано официальное соглашение с Центрами по контролю за заболеваниями (CDC), в котором оговаривалось, что USAMRIID будет размещать и лечить высококонтагиозные инфекции среди лабораторного персонала в случае их возникновения. После развёртывания только четырёх «реальных» миссий за 32 года, AIT был окончательно выведен из эксплуатации в 2010 году.

### 1980-е годы
В 1980-х годах была создана новая программа по улучшению существующей вакцины против сибирской язвы и получению новой информации о патофизиологии боевой формы сибирской язвы. Это произошло в ответ на утечку сибирской язвы в Свердловске в 1979 году. Профессиональные медицинские мнения в этот период расходились во мнениях относительно того, что именно представляет собой потенциальный агент биологического оружия. В качестве примера можно привести учреждение в 1980 году новой программы, посвящённой болезни легионеров, по настоянию медицинских авторитетов. Почти год спустя группа экспертов решила, что этот организм не имеет потенциала в качестве возбудителя биологического оружия, и программа была прекращена. Более продолжительными были новые исследовательские программы, начатые в это время для изучения трихотеценовых грибковых токсинов, морских токсинов и других низкомолекулярных токсинов микробного происхождения.
В начале 1980-х годов в USAMRIID также были разработаны новые методы диагностики некоторых патогенных организмов, такие как технология ELISA и широкое использование моноклональных антител. В том же году был введён новый курс «Медицинская защита от биологических агентов», предназначенный для ознакомления военных врачей, медсестёр и другого медицинского персонала с особыми проблемами, которые потенциально могут возникнуть при медицинском ведении случаев биологического оружия. Этот курс с некоторыми изменениями в формате продолжился и в XXI веке как «Курс по медицинскому управлению химическими и биологическими пострадавшими» (MCBC), который до сих пор проводится совместно USAMRIID и Медицинским научно-исследовательским институтом химической защиты армии США (USAMRICD).
В 1985 году генерал Максвелл Р. Турман, в то время заместитель начальника штаба сухопутных войск, проанализировал угрозу, которую представляет для военнослужащих США биологическое оружие. Турман был особенно обеспокоен применением технологий генной инженерии для изменения обычных микроорганизмов, и его обзор привёл к пятилетнему плану расширения исследований медицинских защитных мер в USAMRIID. Внутренний бюджет 1985 года в размере 34 миллионов долларов США должен был быть увеличен до 45 миллионов в 1986 году и в конечном итоге должен был достичь 93,2 миллиона долларов к 1989 году. В это время стала очевидной потребность в системе физического обнаружения для идентификации аэрозоля инфекционного агента. Отсутствие такой надёжной системы по-прежнему представляет собой одну из основных технических трудностей в этой области. Однако в течение двух лет стало очевидно, что этой программе расширения не суждено сбыться. Новая предполагаемая лаборатория токсинов так и не была построена. Армия пережила несколько сокращений бюджета, и это повлияло на финансирование Института.
К 1988 году USAMRIID стал объектом пристального внимания нескольких комитетов Конгресса. Подкомитет Сената по надзору за государственным управлением под председательством сенатора Карла Левина опубликовал отчёт, весьма критически относящийся к управлению Министерством обороны вопросами биологической безопасности в программах CBW. Сенатор Джон Гленн, председатель комитета по делам правительства, обратился в Счётную палату правительства (GAO) с просьбой расследовать обоснованность исследовательской программы Министерства обороны США по биологической защите. GAO выпустило критический отчёт, в котором делается вывод о том, что армия потратила средства на исследования и разработки, которые не были направлены на устранение подтверждённых угроз биологического оружия и, возможно, дублировали исследовательские усилия Центров по контролю за заболеваниями и Национальных институтов здравоохранения.
При расследовании вспышки обезьяньей геморрагической лихорадки (SHF) в 1989 году с помощью электронного микроскопа USAMRIID Томас Гейсберт обнаружил филовирусы, внешне похожие на эболавирусы, в образцах тканей, взятых у макаки-крабоеда, доставленной из Филиппин в Hazleton Laboratories в Рестоне, штат Виргиния. Роль USAMRIID в этой «вспышке лихорадки Эбола в Рестоне» стала предметом бестселлера Ричарда Престона 1995 года «Горячая зона».

### 1990-е годы
В период операций США «Щит пустыни» и «Буря в пустыне» (1990—1991) USAMRIID предоставил Министерству обороны консультации экспертов и продукты (вакцины и лекарства), чтобы обеспечить эффективное медицинское реагирование, если потребуется медицинская защита. Учёные USAMRIID подготовили и оснастили шесть специальных лабораторных групп для быстрой идентификации потенциальных возбудителей биологического оружия, которые, так и не появились. После конфликта врачи и инженеры USAMRIID были ключевыми членами инспекционной группы Специальной комиссии Организации Объединённых Наций (ЮНСКОМ), которая оценивала возможности биологического оружия в Ираке в 1990-х годах.

### 2000-е годы
В конце 2001 года USAMRIID стал справочной лабораторией ФБР для судебно-медицинских доказательств, связанных с инцидентом биотерроризма, известным как америтракс, в ходе которого письма с сибирской язвой были отправлены через Почтовую службу США, в результате чего 5 человек погибли и 17 человек заболели. Реакция USAMRIID на взаимодействие с ФБР, HHS, Министерством юстиции, ЦРУ и Белым домом подробно описана в книге Ричарда Престона 2002 года «Демон в морозильной камере».
Инспекция USAMRMC, проведённая через семь месяцев после инцидентов с америтраксом, показала, что помещение B-3 в здании 1425 в Институте не только был заражёно сибирской язвой в трёх местах, но и бактерии проникли из безопасных зон в здание в незащищённые. В отчёте говорилось, что «процедуры безопасности на объекте и в отдельных лабораториях были слабыми и недостаточно задокументированы; что надзор за безопасностью иногда осуществлялся младшим персоналом с неадекватной подготовкой или инструментами для обследования; и что воздействие опасных бактерий в лаборатории, включая сибирскую язву, не был должным образом сообщено».
В августе 2008 года учёный USAMRIID, доктор Брюс Айвинс, был идентифицирован ФБР как единственный виновник америтракса. Айвинс якобы высказывал мысли об убийстве и проявлял психическую нестабильность до и после того, как произошли нападения. Он имел доступ в Институт и к опасным веществам до середины июля 2008 года, в конце которого он покончил жизнь самоубийством. Также в августе 2008 года министр обороны США Пит Герен приказал создать группу медицинских и военных экспертов для проверки мер безопасности в институте. Команду возглавлял генерал-майор, и в неё вошли представители USAMRMC, армейского главного хирурга и армейских операций. Члены Палаты представителей США Джон Д. Дингелл и Барт Ступак заявили, что они проведут расследование безопасности в Институте в рамках проверки всех национальных лабораторий биозащиты.

### 2010-е годы
Политика безопасности изменилась в USAMRIID после инцидента в марте 2010 года. Молодая микробиолог оказалась в ловушке в морозильной камере «Маленькая Аляска» при -30 °С. Из-за коррозии двери морозильной камеры женщина находилась в опасных для жизни условиях более 40 минут. Она выздоровела, и инцидент был отмечен как незначительный. USAMRIID ввёл обязательное правило парной работы в холодильных камерах и работал над тем, чтобы качество двери и безопасность в прилегающей зоне соответствовали более высоким стандартам.
В августе 2009 года был заложен фундамент нового современного здания площадью 78 000  м² в Форт-Детрике для USAMRIID. Здание, строящееся совместным предприятием Manhattan Torcon Joint Venture под наблюдением Инженерного корпуса армии США, планировалось завершить и частично занять к 2015 или 2016 году, а полностью — к 2017 году. Эта задержка реализации проекта частично связана с пожаром на территории лаборатории BSL-4.
В августе 2019 года все исследования в USAMRIID были приостановлены на неопределённый срок после того, как Центры по контролю и профилактике заболеваний сослались на организацию за несоблюдение стандартов биобезопасности. В ноябре 2019 года ограниченные исследования были возобновлены после того, как были улучшены инфраструктура, обучение, соответствие стандартам и стандарты биобезопасности.

## Список руководителейUSAMRIID
| Полковник Дэн Крозье, ДМН                                  | 1969 | 1973            |
| Бригадный генерал Кеннет Р. Диркс                          | 1973 |                 |
| Полковник Джозеф Ф. Мецгер                                 | 1973 | 1977            |
| Полковник Ричард Ф. Барквист (ДМН)                         | 1977 | 1983            |
| Полковник Дэвид Л. Хаксолл (ДВН, КН)                       | 1983 | 1990            |
| COL (полковник) Чарльз Л. Бейли (КН)                       | 1990 |                 |
| Полковник Рональд Г. Уильямс                               | 1990 | 1992            |
| Полковник Эрнест Т. Такафудзи (ДМН, врач-организатор)      | 1992 | 1995            |
| Полковник Дэвид Р. Франц (ДВН)                             | 1995 | 1998            |
| COL Джеральд В. Паркер (ДВН, КН, MS)                       | 1998 | 2000            |
| Полковник Эдвард М. Эйтцен-младший (ДМН, врач-организатор) | 2000 | 2002            |
| COL Эрик А. Хенчал (КН)                                    | 2002 | 2005            |
| COL Джордж В. Корч (КН)                                    | 2005 | 2008            |
| COL Джон П. Скворак (ДВН, КН)                              | 2008 | 2011            |
| Полковник Бернард Л. ДеКонинг (ДМН, FAAFP)                 | 2011 | 2013            |
| Полковник Эрин П. Эдгар (ДМН)                              | 2013 | 2015            |
| COL Томас С. Бундт (MA, MHA, MBA, КН)                      | 2015 | 2017            |
| Полковник Гэри А. Уилер                                    | 2017 | 2019            |
| Полковник Э. Даррин Кокс                                   | 2019 | 2021            |
| Полковник Констанс Л. Дженкинс                             | 2021 | Настоящее время |

## Известные учёныеUSAMRIID
- Си Джей Питерс, врач и вирусолог, прославившийся благодаря бестселлеру «Горячая зона».
- Аяад Ассаад, микробиолог и токсиколог.
- Лиза Хенсли, микробиолог, эксперт по лихорадке Эбола и натуральной оспе.
- Уильям К. Патрик III, микробиолог, бывший специалист по биологическому оружию и инспектор ЮНСКОМ.
- Ричард О. Сперцель, микробиолог, ветеринар и инспектор ЮНСКОМ.
- Стивен Хэтфилл, врач, патологоанатом и бывший подозреваемый сибиреязвенных писем.
- Брюс Айвинс[англ.], микробиолог и вакцинолог, выявлен ФБР как виновник сибиреязвенных писем.
- Филип М. Зак, микробиолог
- Питер Ярлинг, вирусолог, изучавший натуральную оспу и лихорадку Эбола.

## Периодические учебные курсыUSAMRIID
- Медицинское ведение пострадавших от биологических агентов (MMBC)
- Управление в районе образования жертв биологических агентов (FCBC)
- Управление больницей — химическое, биологическое, радиологическое, ядерное, взрывоопасное (HM-CBRNE)
- Полевая идентификация агентов биологической войны (FIBWA)
- Обучение идентификации биологических агентов и борьбе с терроризмом (BAIT)